# 大岡氏
大岡氏（おおおかし）は、武家・華族の家を出した日本の氏族。江戸時代に2家が小大名となり（西大平藩と岩槻藩）、維新後両家とも子爵家に列した。家紋は大岡七宝（剣輪違）。

## 歴史

### 出自
大岡氏の出自は『寛政重修諸家譜』によれば、鎌倉時代に摂政をつとめた九条教実の後裔忠教が三河国八名郡宇利郷（現・愛知県新城市八名地域自治区）に住み、のち同郡の大岡郷（現・愛知県新城市黒田字大岡）に移り、名字を大岡と称し、その子大岡善吉（大岡伝蔵） 、そしてその子の大岡忠勝と続いたとされる。岩倉具視の『華族類別録』では大岡善吉は九条尚経の子とされる。また熊野別当大岡行憲の子長弘が八名に移り住んだという伝承もあるが、いずれも確証に乏しい。太田亮は三河国安城の大岡白山神社の社家大岡氏の一族ではないかと推察している。

### 近世大名家・旗本家

#### 嫡流家
大岡氏は、三河国八名郡宇利郷の土豪の家系で、戦国時代に大岡忠勝が松平清康・広忠・家康に仕え、その子忠政とその子忠世も家康に仕えて戦功を挙げた。
家康の関東移封後の天正19年（1591年）に忠政は相模国高座郡堤村に380石余の領地を与えられた。後に同郡大曲村に220石を加増されて都合600石となり、徳川秀忠に附属された。
忠政の長男忠俊は関ヶ原の合戦で戦死し、次男忠行が家督を継いだが、この際に三男忠世に220石を分知し、この家系は後に西大平藩主家となった。また四男の忠吉も秀忠の娘・東福門院（和子）に近侍して最終的に2300石の家禄が与えられて旗本となり、その分家から岩槻藩主家が出ている。
宗家の忠行は大坂夏の陣で戦死。その養子忠種（分家の忠世の長男）は、目付や大目付などを務めて加増を繰り返され、その子忠方の家督時の家禄は630石余、切米800俵であった。
その子忠種の養子忠恒（忠吉家の大岡忠高の六男）の代に切米800俵と下総国の50石が武蔵国幡羅郡、兒玉郡、榛沢郡における850石の領地に替えられて都合1450石となる。

#### 西大平藩主家

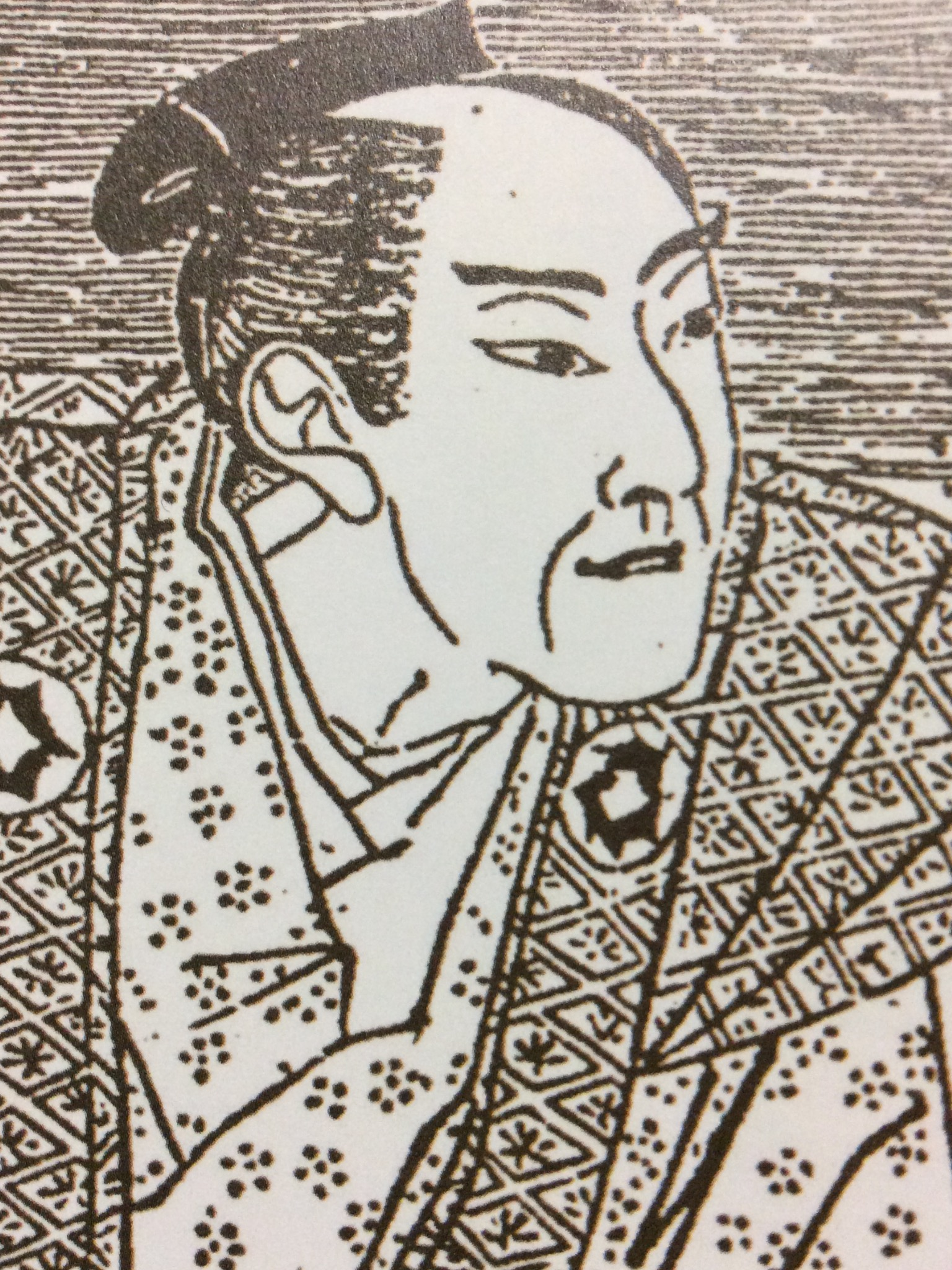
大岡忠相（大岡越前守）

大岡忠政の三男忠世を家祖とする。忠世は慶長2年（1597年）に父忠政の領地のうち相模国高坐郡の220石を分知されて、大岡家の分家旗本家を起こし、彼とその子忠実の代の加増で都合1420石になった。
忠吉家の当主忠高の四男忠相は、忠実の養子に入って同家を継ぎ、徳川吉宗に抜擢されて江戸南町奉行を長く務め、越前守の武家官位を得、「大岡越前守」の称で著名となった。
忠相は、加増を繰り返され、寛延元年（1748年）に1万石に達し、三河国西大平藩主となった。以降同家は廃藩置県まで同地に在封した。
最後の西大平藩主忠敬は、幕末に幕府大番頭を務めていたが、慶応4年（1868年）の鳥羽伏見の戦いで幕府軍が惨敗すると幕府を見限り、官軍に参加、尾張国熱田宮宿と遠江国新居宿の間の官軍の食糧・人馬などの補給や、宿警備の任にあたった。
維新後、華族の子爵家に列した（→大岡子爵家（西大平）へ）。

#### 大岡忠吉家
大岡忠政の四男忠吉を家祖とする。忠吉は慶長8年に相模国高座郡に160石余を与えられ、大阪の役で1500石余に加増された。その後、京都において秀忠の娘で後水尾天皇の皇后となった東福門院（和子）に近侍し、さらに加増を繰り返されて、最終的に2300石となった。
その子忠章は弟忠房に300石を分知したため、2000石となる。
その子忠高も弟に忠久に300石を分知したため、1700石となったが、彼の代にも加増があり、2700石に増える。この忠高の四男で上記忠世家に養子入りしたのが大岡忠相である。
忠高の長男忠品は5代将軍徳川綱吉の怒りを買い、八丈島に島流しとなる。しかし、後に許され、存続した。また彼の代に500石を弟忠厚に分知して2300石となった。

#### 岩槻藩主家
大岡忠吉の四男大岡忠房を家祖とする。忠房は、廩米300俵を受けて一家を興し、三浦姓を称した。父の死後に兄忠章から300石の分知を受け、廩米は収公された。その後大岡姓に復している。その孫の忠利の代の享保18年（1733年）に800石に加増された。
その子忠光は、虚弱体質で言語不明瞭な9代将軍家重の言葉を理解できる唯一の小姓として栄進し、宝暦元年12月（1752年1月）に上総国夷隅郡勝浦藩1万石の大名となる。宝暦6年5月21日には側用人となるとともに、武蔵国埼玉郡を中心に2万石を領する武蔵岩槻藩主となった。
忠固の代の弘化2年（1845年）に3千石加増され2万3千石となった。
最後の岩槻藩主大岡忠貫は、慶応4年（1868年）3月に江戸の旧幕府勢力征伐に向かう東征軍が迫ると、東征軍に恭順し、東山道総督府の命令で旧幕府軍の脱走兵の鎮圧にあたり、つづいて4月には東海道総督府の命で賊徒征伐に従軍した。
維新後、華族の子爵家に列した（→大岡子爵家（岩槻）へ）。

### 華族

#### 大岡子爵家（西大平）
最後の西大平藩主大岡忠敬は、明治2年（1869年)6月24日に版籍奉還に伴って、西大平藩知藩事に任じられるとともに華族に叙せられ、明治4年（1871年）7月14日の廃藩置県に伴う罷免まで知藩事を務めた。明治2年3月17日には岡崎駅本陣服部専左衛門方に置かれた明治天皇の行在所に天機伺いのため参上し、天皇の謁を賜った。藩知事罷免後も明治5年から教部省権中講義を拝命し、翌6年には同省の権大講義に昇進。
版籍奉還の際に定められた家禄は現米で325石。明治9年の金禄公債証書発行条例に基づき家禄と引き換えに支給された金禄公債の額は、1万2684円43銭5厘（華族受給者中322位）。
明治前期の忠敬の住居は東京府赤坂区赤坂一ツ木町にあった。当時の家扶は、大岡貞雄。
明治17年（1884年）7月7日の華族令の施行で華族が五爵制になると、同月8日に旧小藩知事として忠敬は子爵に叙せられた。
忠敬の死後は、その子忠明が、忠明の死後は、その子忠綱が子爵位と家督を相続した。
3代子爵の忠綱は朝鮮銀行勤務を経て貴族院議員を務めた。彼の代の昭和前期に西大平大岡子爵家の邸宅は東京市麻布区宮村町にあった。

#### 大岡子爵家（岩槻）
最後の岩槻藩主大岡忠貫は、明治2年（1869年)6月23日に版籍奉還に伴って、岩槻藩知藩事に転じるとともに華族に列し、明治4年（1871年）7月14日の廃藩置県に伴う罷免まで知藩事を務めた。
版籍奉還の際に定められた家禄は現米で888石。明治9年の金禄公債証書発行条例に基づき家禄の代わりに支給された金禄公債の額は、3万6878円90銭5厘（華族受給者中150位）。
明治前期の忠貫の住居は東京府神田区錦町にあった。当時の家扶は、藤井祐澄。
華族令施行後の明治17年7月8日に旧小藩知事として忠貫は子爵に叙せられた。
忠貫が大正9年に死去すると、次女幸子の夫である忠量（町尻量衡子爵の三男）が婿養子として子爵位と家督を相続。忠量は陸軍歩兵中尉まで昇進した陸軍軍人だった。
忠量の死後、忠量の次女多美子の夫忠礼（毛利元功子爵の八男）が婿養子として子爵位と家督を相続した。忠礼は陸軍騎兵少尉だった。
その子である4代子爵忠憲の代の昭和前期に岩槻大岡子爵家の邸宅は東京市赤坂区青山南町にあった。

## 歴代当主

### 西大平大岡家
1. 大岡忠世
2. 大岡忠真
3. 大岡忠相
4. 大岡忠宜
5. 大岡忠恒
6. 大岡忠與
7. 大岡忠移
8. 大岡忠愛
9. 大岡忠敬
10. 大岡忠明
11. 大岡忠綱
12. 大岡忠輔
13. 大岡秀朗 - 婿養子、子に大岡幹忠（1985年 - ）。

### 岩槻大岡家
1. 大岡忠房
2. 大岡忠儀
3. 大岡忠利
4. 大岡忠光
5. 大岡忠喜
6. 大岡忠要
7. 大岡忠烈
8. 大岡忠正
9. 大岡忠固
10. 大岡忠恕
11. 大岡忠貫
12. 大岡忠量
13. 大岡忠礼
14. 大岡忠憲
15. 大岡忠恒 - 子に大岡忠誉（1974年 - ）。